# Apistogramma moae
Apistogramma moae är en fiskart som beskrevs av Kullander, 1980. Apistogramma moae ingår i släktet Apistogramma och familjen Cichlidae. Inga underarter finns listade i Catalogue of Life.